# Cissus repanda
Cissus repanda là một loài thực vật hai lá mầm trong họ Nho. Loài này được (Wight & Arn.) Vahl miêu tả khoa học đầu tiên năm 1794.